# Kalkora, Basavakalyan
Kalkora là một làng thuộc tehsil Basavakalyan, huyện Bidar, bang Karnataka, Ấn Độ.